# Jaime Ucar
Jaime Roberto Ucar Ferreiro (ur. 24 września 1915 w Montevideo) – urugwajski szermierz.
Uczestniczył w Letnich Igrzyskach Olimpijskich, w 1948 roku, zarówno w konkurencji indywidualnej jak i drużynowej.